# Alveda King
Alveda Celeste King (22 de janeiro de 1951) é uma ativista americana, autora e ex-representante do 28º Circuito da Câmara dos Deputados da Geórgia. Ela é considerada uma republicana muito conservadora.
Nascido em Atlanta, Geórgia, King é sobrinha do líder dos direitos civis Martin Luther King Jr e a primeira dos cinco filhos do ativista dos direitos civis A. D. King e sua esposa Naomi Barber King. King diz que sua mãe queria abortá-la para que ela pudesse continuar a faculdade, mas seu avô conseguiu convencê-la a ficar com o filho. Ela é colaboradora do Fox News Channel e já foi membro sênior da Alexis de Tocqueville Institution, um think tank conservador em Washington, D.C. Ela é a fundadora do Alveda King Ministries.
Durante sua juventude, seu pai foi fundamental na organização da Campanha de Birmingham enquanto servia como pastor na Primeira Igreja Batista de Ensley em Ensley, perto de Birmingham, Alabama.
Angela D. Dillard classifica King como uma das figuras negras mais proeminentes da direita religiosa americana.